# Calligrapha multipunctata
Calligrapha multipunctata es una especie de escarabajo del género Calligrapha, familia Chrysomelidae. Fue descrita por Say en 1824.
Mide 6.5-8.5 mm. Se alimenta de sauces (Salix). Se encuentra en América del Norte.